# Liga Profesional de Omán 2015-16
La Liga Profesional de Omán 2015-16 (también conocida como Liga Profesional Omantel por razones de patrocinio) fue la 40.ª edición de la máxima división del fútbol en Omán. 
La temporada comenzó el 13 de septiembre de 2015, y concluyó en abril de 2016. El Al Oruba SC es el actual campeón de la liga, habiendo obtenido su cuarto título la temporada anterior.

## Equipos
La liga tendrá esta temporada 14 equipos. Los clubes Bowsher Club y Al-Seed Club fueron relegados a la Primera División después de finalizar en la zona de descenso en la temporada anterior. El Sohar SC permaneció en la máxima categoría, al ganar el repechaje disputado con el Al-Rustaq SC. Los dos clubes descendidos fueron sustituidos por el ganador 2013-14 de la Primera División: Muscat FC; y el subcampeónː Salalah SC.

### Datos generales
| Club         | Ciudad       | Entrenador             | Estadio            | Capacidad |
| ------------ | ------------ | ---------------------- | ------------------ | --------- |
| Al-Khabourah | Al-Khabourah | Mustafa Kiwa           | C.D. Nizwa         | 10 000    |
| Al-Musannah  | Al-Musannah  | Musabah Al-Saadi       | Al-Seeb            | 14 000    |
| Al-Nahda     | Al Buraimi   | Hicham Jadrane         | C.D. Al-Buraimi    | 10 000    |
| Al-Nasr      | Salalah      | Dragan Cvetković       | Al-Saada           | 12 000    |
| Al-Oruba     | Sur          | Milovan Minja Prelević | C.D. Sur           | 8000      |
| Al-Shabab    | Barka        |                        | Al-Seeb            | 14 000    |
| Al-Suwaiq    | Al-Suwaiq    | Abderrazak Khairi      | Al-Seeb            | 14 000    |
| Dhofar Club  | Salalah      | Mudhafar Jabar         | Al-Saada           | 12 000    |
| Fanja SC     | Fanja        | Lotfi Jebara           | C.D. Sultan Qaboos | 34 000    |
| Muscat FC    | Muscat       | Sherif El-Khashab      | C.D. Sultan Qaboos | 34 000    |
| Saham        | Saham        | Aristică Cioabă        | Regional Sohar     | 19 000    |
| Salaha SC    | Salalah      | Senad Kreso            | Al-Saada           | 12 000    |
| Sohar SC     | Sohar        | Abdul Naser Mkayes     | Regional Sohar     | 19 000    |
| Sur Club     | Sur          | Mubarak Al-Gheilani    | C.D. Sur           | 8000      |

### Jugadores extranjeros
Se restringe el número de jugadores extranjeros a cuatro por equipo, incluyendo un cupo para jugadores de la AFC.
| Club         | Jugador 1          | Jugador 2            | Jugador 3            | Jugador AFC          |
| ------------ | ------------------ | -------------------- | -------------------- | -------------------- |
| Al-Khabourah | Igor Carneiro Luiz | Mame Balla Diop      | Mohamed Talaat       |                      |
| Al-Musannah  | David da Silva     | Thiago Brito         | Fernando Evangelista |                      |
| Al-Nahda     | Souleymane Demba   | Mounir Diane         | Feupa Francois       | Muayad Khalid        |
| Al-Nasr      | Mamadou Nanga      | Jamal Mohammed       | Lamine Diawara       | Kim Gwi-hyeon        |
| Al Oruba SC  | Lyle Peters        | Moussa Koné          | Edgar Bernhardt      | Abdulwasea Al-Matari |
| Al-Shabab    | Roniere            | Ely Cissé            | Sidy Keita           |                      |
| Al-Suwaiq    | Mouhamed Ablaye    | Lys Mouithys         |                      | Abdulatif Salkini    |
| Dhofar Club  | Ben Konaté         | Didier Bassamagne    | Thomas Edwards       | Hamdi Al Masri       |
| Fanja SC     | Jarlisson          | Sami Al-Amin         | Moustapha Diaw       |                      |
| Muscat FC    | Vinícius Calamari  | Mignane Diouf        | Abdou Kader Fall     | Khaled Al-Brijawi    |
| Saham        | Alexandre Matão    | Pan Pierre Koulibaly | Abdoulaye Dieng      | Hamada Al-Zubairi    |
| Salalah      | Thiago Amaral      | Paa Ernest           | Ateya El-Belqasy     | Ibrahim Kamil        |
| Sohar        | Vedran Gerc        | Marin Con            | Admir Malkic         | Ivan Filatov         |
| Sur Club     | Jefferson de Jesus | Komlan Amewou        | Claude Signone       |                      |

## Tabla de posiciones
|     | Equipos de fútbol | PJ | G  | E  | P  | GF | GC | Dif | Pts |
| --- | ----------------- | -- | -- | -- | -- | -- | -- | --- | --- |
| 01. | Fanja SC (C)      | 26 | 14 | 9  | 3  | 42 | 20 | +22 | 51  |
| 02. | Al-Suwaiq         | 26 | 12 | 12 | 2  | 30 | 20 | +10 | 48  |
| 03. | Al Oruba SC       | 26 | 13 | 8  | 5  | 37 | 17 | +20 | 47  |
| 04. | Dhofar Club       | 26 | 10 | 9  | 7  | 37 | 36 | +1  | 39  |
| 05. | Al-Nahda          | 26 | 10 | 8  | 8  | 31 | 26 | +5  | 38  |
| 06. | Al-Nasr           | 26 | 9  | 10 | 7  | 22 | 22 | +0  | 37  |
| 07. | Sohar SC          | 26 | 8  | 11 | 7  | 30 | 26 | +4  | 35  |
| 08. | Saham SC          | 26 | 8  | 4  | 5  | 26 | 28 | -2  | 33  |
| 09. | Al-Shabab         | 26 | 8  | 7  | 11 | 29 | 40 | -11 | 31  |
| 10. | Al-Khabourah      | 26 | 6  | 12 | 8  | 27 | 26 | +1  | 30  |
| 11. | Muscat FC         | 26 | 7  | 9  | 11 | 30 | 33 | -3  | 30  |
| 12. | Al-Musannah(D)    | 26 | 8  | 5  | 13 | 21 | 31 | -10 | 29  |
| 13. | Sur Club(D)       | 26 | 3  | 12 | 11 | 23 | 34 | -11 | 21  |
| 14. | Salalah SC(D)     | 26 | 3  | 5  | 18 | 19 | 45 | -26 | 14  |

Pts = Puntos; PJ = Partidos jugados; G = Partidos ganados; E = Partidos empatados; P = Partidos perdidos; GF = Goles anotados; GC = Goles recibidos; Dif = Diferencia de goles

(C) = Campeón; (D) = Descendido; (P) = Promovido; (E) = Eliminado; (O) = Ganador de Play-off; (A) = Avanza a siguiente ronda.

Fuente:
1. ↑  Clasifica a la Copa de la AFC 2017, como campeón de la Copa del Sultán Qaboos 2015-16.

|  | Liga de Campeones 2017 (Play-Off)                         |
|  | Copa de la AFC 2017 (Play-Off)                            |
|  | Copa GCC 2017                                             |
|  | Copa de Clubes del Mundo Árabe 2016–17                    |
|  | Play-Off para descenso a la Primera División de Omán 2017 |
|  | Descenso a la Primera División de Omán 2017               |

## Serie de promoción y permanencia
| 28 de abril de 2016 | Al-Musannah    | 1:1 | Ja'lan               | Estadio Al-Seeb, Al-Seeb |  |
|                     | Jajani Baba 23 |     | Khalid Al-Buraiki 75 |                          |  |

| 2 de mayo de 2016 | Ja'lan                | 2:1 | Al-Musannah    | C.D. Sur, Sur |  |
|                   | Ibrahima Camara 21 93 |     | Al-Ghassani 28 |               |  |

Ja'lan promovido a la Liga Profesional de Omán, al ganar la serie con agregado de 3-2.

## Estadísticas

### Goleadores
Actualizado al 24 de abril de 2016.
| Posición | Jugador                   | Equipo       | Goles |
| -------- | ------------------------- | ------------ | ----- |
| 1        | Vedran Gerc               | Sohar        | 14    |
| 2        | Abdulaziz Al-Muqbali      | Fanja        | 12    |
| 2        | Hussain Al-Hadhri         | Dhofar       | 12    |
| 2        | Mohammed Taqi Al-Lawati   | Al-Oruba     | 12    |
| 2        | Said Obaid Al-Abdul Salam | Al-Khabourah | 12    |
| 2        | Vinícius Calamari         | Muscat       | 12    |